# يبداس (ملك بربري)
يبداس (بالإنجليزية: Iabdas)‏ هو ملك مملكة الأوراس خلال العصور الوسطى. نزل يبداس على رأس 30 ألف مقاتل صيف 535 م يجوب الهضاب العليا النوميدية حتى وصل حدود التل دون تمكن الحاميات البيزنطية من صده، ويذكر أنه اخترق نوميديا واعتقل الكثير من الناس، قرر صولومون أواخر سنة 535 م غزو الأوراس بعد أن تحالف مع ملك الحضنة أورتياس (بالإنجليزية: Orthaias)‏،
وماسوناس الأميرين الموريين الذين تحالفا مع صولومون ضد يبداس للأسباب التالية:
- ماسوناس كان يتهم يبداس بمقتل والده ميفانياس (بالإنجليزية: Méphanias)‏ رغم زواجه بإحدى أخواته.
- أورتياس كان دافعه الانتقام من التحالف السابق بين يبداس وماسوناس لطرده من المنطقة التي كان يحكمها (مملكة الحضنة).

فشل صولومون بعد أزيد من أسبوع في الأوراس، فاضطر بعدها للعودة إلى قرطاجة على أمل أن يعاود الكرة في الربيع الموالي (536 م). لكن انقلاب القائد العسكري ستوتزاس تسبب في إبعاده وعودته إلى القسطنطينية.